# اوپل بلیتز
اوپل بلیتز (انگلیسی: Opel Blitz) مجموعه ای از کامیونهای سبک و متوسط است که توسط خودروساز آلمانی اوپل از سال ۱۹۳۰ تا ۱۹۷۵ تولید می‌شد. نام بلیتز در زبان آلمانی به معنای رعد و برق است و برای تأکید بر سرعت، قدرت و قابلیت اطمینان این برند انتخاب شده‌است.
اولین مدل‌های Opel Blitz در سال ۱۹۳۰ معرفی شدند و عمدتاً به عنوان وسایل نقلیه تجاری مورد استفاده قرار گرفتند. در طول جنگ جهانی دوم، کامیون‌ها به شدت توسط ارتش آلمان برای حمل و نقل، تأمین و سایر اهداف لجستیکی مورد استفاده قرار گرفتند. پس از جنگ، اوپل تولید بلیتز را از سر گرفت و به روز رسانی و بهبود کامیون‌ها در دهه‌های بعد را ادامه داد.
اوپل بلیتز به دلیل دوام، تطبیق پذیری و سهولت نگهداری شناخته شده بود. اوپل بلیتز در طیف وسیعی از اندازه‌ها و پیکربندی‌ها، از جمله ون، تخت مسطح، و کابین شاسی در دسترس بود و برای کاربردهای مختلف، از کشاورزی گرفته تا ساخت و ساز و خدمات نظامی مورد استفاده قرار گرفت.
امروزه، اوپل بلیتز همچنان در میان کلکسیونرها و علاقه مندان محبوب است و نمونه ای کلاسیک از مهندسی و طراحی آلمانی محسوب می‌شود.